# Il breve regno di Pipino IV
Il breve regno di Pipino IV è un romanzo dello scrittore statunitense John Steinbeck pubblicato nel 1957; si tratta del suo unico libro satirico, in particolare si prende gioco della politica francese.

## Trama
Il romanzo racconta la storia di Pipino Héristal, un astronomo dilettante improvvisamente proclamato re di Francia col nome di Pipino IV. Designato al solo scopo di creare una monarchia contro la quale i comunisti si possano ribellare, Pipino viene scelto poiché ritenuto il discendente per linea cadetta di Carlo Magno. A causa dell'infelicità dovuta alla mancanza di una vita privata, dell'alterazione della vita famigliare, della scomodità di abitare nella reggia di Versailles, ma soprattutto per la mancanza di un telescopio, il re eletto passa la maggior parte del suo tempo camuffato in abiti civili, spesso in sella ad uno scooter, per evitare gli obblighi di una vita da monarca. Il libro termina con la destituzione di Pipino da lui tanto agognata.

## Personaggi
- Pipino Arnulf Héristal - astronomo dilettante e ultimo re di Francia
- Maria, moglie di Pipino - nonostante diventi regina di Francia rimane una donna pragmatica e con i piedi per terra
- Clotilde, figlia di Pipino - scrittrice di best seller, ispiratrice di un movimento religioso, intelligentissima e principessa della Corona, ha solo vent'anni
- Carlo Martello - zio di Pipino, è un antiquario
- Sorella Giacinto (nata Susanna Lescault) - un'attrice di cabaret fattasi suora e consigliere di Pipino
- Tod Johnson - un giovane americano in viaggio per l'Europa innamorato di Clotilde

## Edizioni
- John Steinbeck, Il breve regno di Pipino IV, collana La Medusa n.412, traduzione di Giulio De Angelis, 1ª ed., Milano, Mondadori, 1958.
- John Steinbeck, Il breve regno di Pipino IV. Cosa combina un borghese piccolo piccolo che diventa re suo malgrado, Milano, BUR, 1979.
- John Steinbeck, Il breve regno di Pipino IV, collana La Scala, BUR Biblioteca Universale Rizzoli, 2002, ISBN 88-17-12884-8.